# Prix George-David-Birkhoff
Le prix George-David-Birkhoff en mathématiques appliquées est une récompense décernée conjointement par l'American Mathematical Society (AMS) et la Society for Industrial and Applied Mathematics (SIAM) – en l'honneur de George David Birkhoff (1884–1944). Il est attribué tous les trois ans pour une contribution essentielle en : applied mathematics in the highest and broadest sense (mathématiques appliquées au sens le plus large). Le lauréat du prix doit être membre d'une des deux sociétés, et doit résider aux États-Unis, au Canada ou au Mexique. Le prix a été créé en 1967 et actuellement (2010) se monte à 5 000 US$.

## Lauréats
- 2024 : Ronald Coifman[1]
- 2021 : Gunther Uhlmann[2]
- 2018 : Bernd Sturmfels
- 2015 : Emmanuel Candès
- 2012 : Björn Engquist
- 2009 : Joel Smoller
- 2006 : Cathleen Synge Morawetz
- 2003 : John N. Mather et Charles Peskin
- 1998 : Paul Rabinowitz
- 1994 : Ivo Babuška et Srinivasa Varadhan
- 1988 : Elliott Lieb
- 1983 : Paul Garabedian
- 1978 : Clifford Truesdell
- 1978 : Mark Kac
- 1978 : Garrett Birkhoff
- 1973 : James Serrin
- 1973 : Fritz John
- 1968 : Jürgen K. Moser